# Taraxacum hypanicum
Taraxacum hypanicum — вид рослин з родини айстрових (Asteraceae), поширений в Україні й Молдові.

## Поширення
Поширений в Україні й Молдові. У Молдові росте на вапняках Подільського плато.